# Абиогенеза
Абиогенеза (или „теорија самозачећа”) је хипотеза настанка живог света од неживе материје (попут органских једињења). Обухвата неколико основних схватања:
1. абиогенезом су могли настати само најпростији једноћелијски организми;
2. абиогенезом су могли настати и сложенији, вишећелијски организми;
3. процес абиогенезе је могућ и у савременим екосистемима, али да настале организме брзо униште боље прилагођени.

Сматра се да се процес абиогенезе десио на земљи пре 3,8—4,1 милијарди година. Процеси абиогенезе се вештачки производе у лабораторијским условима кроз комбинацију разних експеримената и екстраполације особина „савремених” организама. Тиме се настоји да се открије које су хемијске реакције побудиле настанак живота на Земљи.

## Проучавање
Проучавање абиогензе укључује геофизичка, биолошка и хемијска сазнања. Велики део истраживања се базира на истраживање једне од кључних особина живог света- саморепродукције молекула и њихових компоненти. Многи верују да се постојање живота везује за РНК, мада је могуће да је живот постојао без РНК. Такође, Милер-Јуријев експеримент и сличне студије, показали су да већина аминокиселина може да се синтетише од неорганских компоненти, у вештачки произведеним условима, који за циљ имају да произведу оне реакције које су до тога довеле на Земљи тада. Показано је и да бројни спољни фактори могу довести до ових реакција, попут електрицитета и радијације.
Друга истраживања су се фокусирала на разумевање начина на који је катализа довела до појаве првих молекула у хемијским системима, од којих је отпочела саморепродукција. Бројни сложени молекули, који су пронађени у Сунчевом систему и међузвезданом простору, доказали су се као погодан материјал за настанак живота.
Према панспермиа хипотези, микроскопске живе форме су биле допремљене на Земљу помоћу различитих малих тела у Сунчевом систему (астероиди, метеороиди), што иницира претпоставку да је живот већ постојао у свемиру. Према томе, животни процеси су почели да се одвијају, мало након великог праска, пре 13,8 милијарди година, када је старост универзума била тек неких 10—17 милиона година. Ова хипотеза само говори где је, а не како настао живот; при чему искључиво тврди да је живот настао ван Земље.
Ипак, Земља је једино место за које је потврђено да поседује живе организме, при чему већина минерала подржава теорију абиогензе.